# Real Colegio Mayor de San Bartolomé y Santiago
El Real Colegio Mayor de San Bartolomé y Santiago es un colegio mayor para estudiantes universitarios de la ciudad de Granada, esencialmente estudiantes de la Universidad de Granada. Es el más antiguo de los colegios mayores que continúa abierto desde su fundación, el 20 de noviembre de 1649. Uno de los más prestigiosos colegios mayores de la historia de España, que aún sigue recibiendo colegiales de todo el mundo para cursar estudios universitarios.

## Fundación del Colegio
Los orígenes del colegio se remontan a dos históricos personajes, ambos caballeros de veinticuatro y reputados e importantes personas de la ciudad de Granada: Don Diego de Ribera y Don Bartolomé Veneroso. 

### El Colegio de Santiago
Don Diego de Ribera dispuso en su testamento, dado en 1614, que el Rector de la Compañía de Jesús crease un Colegio bajo la advocación del Apóstol Santiago que permitiese estudiar a dieciséis colegiales costeados con su legado. El Colegio de Santiago aprobó sus Constituciones el 12 de mayo de 1644 y abrió sus puertas el 20 de noviembre de 1649, en la casa familiar de los Ribera, siendo el primer colegial Juan de Leyva, y el primer rector Tomás Crespo Moya.

### El Colegio de San Bartolomé y Santiago
Don Bartolomé Veneroso dispuso, de igual manera que Don Diego de Ribera, que se crease con su legado un Colegio Mayor para pobres, dirigido también por la Compañía de Jesús. Quedó así dispuesto en su testamento, el 21 de marzo de 1608. Transcurrirían casi 87 años desde que falleciese Don Bartolomé Veneroso hasta que se fundase el Colegio de San Bartolomé. Distintos sucesos históricos hicieron que ambos colegios, el de Santiago y el de San Bartolomé, acabásen fusionándose en uno único e indivisible en 1702. Se creó así el Colegio Mayor de San Bartolomé y Santiago, Collegium sanctorum apostolorum Bartolomei et Jacobi.
El escudo del Colegio pasó a ser el de sus dos fundadores: a la izquierda el cuchillo, instrumento del martirio de San Bartolomé, y la flor de lis, emblema de los Veneroso. A la derecha la cruz de Santiago, sobre barras verdes y blancas, blasón de los Ribera. 

### El Real Colegio Mayor de San Bartolomé y Santiago
El 20 de diciembre de 1774, tras la expulsión de los jesuitas de España, el Rey Carlos III tomó bajo su protección el Colegio Mayor otorgándole el título de Real. Lo que supuso que el Colegio fuese gestionado directamente por el Gobierno español. El Colegio cambiaría después varias veces de patrono, pasando del Gobierno a la Diputación Provincial de Granada, a la Chancillería o a la Universidad de Granada.

## Funcionamiento actual del Real Colegio Mayor
En la actualidad el Real Colegio Mayor San Bartolomé y Santiago funciona como colegio mayor universitario de la Universidad de Granada. Más allá de su emblemático edificio (unos de los más antiguos de la propia universidad) destaca por su vida cultural, en él colegio se celebran todo tipo de actos culturales y académicos, en la mayoría de los casos de entrada libre para todas aquellas personas interesadas. Destacan dentro de las actividades organizadas por el colegio la visita de distintos premios nobel, Werner Heisenberg en 1969 y Luc Montagnier en 2007, los conciertos que se interpretan en el claustro del colegio y las distintas conferencias y actos culturales que se celebran a lo largo de todo el año.
Los colegiales realizan todo tipo de actividades, deportes, teatro, viajes, entre otros, todos con un marcado carácter académico y formativo. Actualmente el colegio recibe estudiantes de todas partes de España y de distintas partes del mundo, fruto de distintos convenios internacionales. También residen en el colegio profesores e investigadores.

## El edificio
El Colegio Mayor tuvo como primera casa un edificio en la Calle San Jerónimo, propiedad del Licenciado Diego de Rivera, pero cuando se fusionó con el de San Bartolomé se trasladó al Palacio de los Veneroso, que se encuentra en la Calle San Jerónimo, en el número 31. El Palacio de los Veneroso era inicialmente propiedad de Juan de Arana, y se debió construir en la primera mitad del siglo XVI y en 1582 Bartolomé Veneroso compró la casa y acabó siendo el lugar en el que se instituyó el Real Colegio Mayor de San Bartolomé y Santiago. 
El edificio tiene una gran importancia arquitectónica y fue descrito por Gallego Burín en su famosa guía artística de la ciudad de Granada: La portada del edificio consta de dos cuerpos de orden dórico con cuatro columnas en el primero, correspondientes a comienzos del siglo XVII, y dos en el segundo, añadidas en el siglo XVIII. Se colocaron en la fachada las imágenes de los Santos Apóstoles San Bartolomé y Santiago, y los escudos heráldicos de los colegios. Cuando el Colegio Mayor pasó a ser parte de La Corona se colocó en lo alto de la portada el escudo real de Carlos III. 
El claustro noble, patio principal del colegio, es la parte más antigua del edificio. También existe otro patio, en el que se encuentra actualmente un jardín. Entre las habitaciones del Colegio destacan la biblioteca, el Salón de Actos de Carlos III, la capilla y el comedor. El Colegio alberga una interesante colección de cuadros y de mobiliario histórico, teniendo especial importancia los retratos de antiguos colegiales.  
Además, hay un gran número de habitaciones y dependencias comunes (cafetería, sala de música, salas de estudio, salas de conferencias, sala de cine, etc.).  

## Ilustres Colegiales
A lo largo de sus casi cuatro siglos de historia, por el Real Colegio Mayor han pasado algunos de los personajes históricos más célebres de este país:

### Siglo XVII
- Simón Martínez de la Torre, Rector de la Universidad de Granada.
- Juan Fernández Crespo, Rector de la Universidad de Granada y Vicerrector del Colegio Mayor.
- Juan de Leyva, Obispo de Almería y Capellán Mayor de la Capilla Real de Granada.
- Luis de Belluga,[6] Cardenal.
- José Agustín de los Ríos Berriz, Rector del Colegio Mayor, Alcalde de Granada y Fiscal Supremo del Consejo de Indias.

### Siglo XVIII
- Narciso Heredia y Begines de los Ríos,[7] Senador, Secretario de Estado, Presidente del Consejo de Estado, Ministro de Estado y Ministro de Justicia.
- Juan José Bonel y Orbe,[8] Obispo de Málaga y de Córdoba, Arzobispo de Sevilla y Patriarca de las Indias Occidentales.
- Domingo María Ruiz de la Vega,[9] Presidente de las Cortes y Ministro de Justicia.

### Siglo XIX
- Manuel Seijás Lozano, Ministro de Gobernación, Ministro de Fomento, Ministro de Hacienda, Ministro de Justicia y miembro de la Real Academia de la Historia.

- Natalio Rivas Santiago, Ministro de Instrucción Pública, Diputado en Cortes y Presidente de la Diputación de Granada.
- Antonio J. Afán de Ribera, miembro de la Real Academia de la Historia y de la Real Academia de San Fernando.
- Bernardo López García, reconocido dramaturgo.
- Ángel Ganivet García, escritor y diplomático.
- Antonio de los Ríos Rosas, Ministro de Gobernación, Presidente del Congreso de los Diputados y Presidente del Ateneo de Madrid.
- Valeriano Weyler y Nicolau, Capitán General de Cuba, Filipinas y Cataluña, Ministro de Guerra y Diputado.
- José de Salamanca y Mayol,[10] Marqués de Salamanca, Ministro de Hacienda y senador en cortes.
- Cecilio de Roda, Director del Conservatorio de Madrid y académico de San Fernando.
- Eugenio Sellés y Ángel, gobernador de Sevilla y Granada, miembro de la Real Academia de España y célebre dramaturgo.
- Juan Manuel Ortí y Lara, catedrático de la Universidad de Granada.

- Francisco Giner de los Ríos, Fundador de la Institución Libre de Enseñanza.

### Siglo XX
- Manuel Albaladejo García, catedrático de la Universidad Central de Madrid, Miembro del Consejo de Estado y Rector de la Universidad de Barcelona.
- Ángel Cruz Rueda, catedrático, escritor y Director del Instituto Aguilar y Eslava, en Cabra, Córdoba.

- Miguel Motos Guirao, catedrático y Decano de Derecho de la Universidad de Granada.
- Manuel Alvar, catedrático de la Universidad de Granada y director de la Real Academia de España.
- Miguel Vizcaíno Márquez, General Consejero Togado y miembro del Consejo de Estado.
- Manuel Díez de Velasco, Magistrado del Tribunal Constitucional, Consejero de Estado y catedrático de la Universidad de Granada, de la Universidad de Barcelona y de la Universidad Complutense de Madrid.
- Federico García Lorca, poeta de la Generación del 27.
- José María Hinojosa, poeta de la Generación del 27.
- Gonzalo Gallas Novás, Decano de la Facultad de Ciencias de la Universidad de Granada.
- José María Stampa Braun, catedrático de Derecho Penal de la UNED y prestigioso abogado.
- Antonio Jiménez Blanco, Presidente del Consejo de Estado y senador.
- Pío Cabanillas Gallas, Ministro de Información, Ministro de Justicia, Ministro de Cultura, Ministro de Presidencia y Diputado.
- Javier Torres Vela, Presidente del Parlamento Andaluz, Senador y Diputado.